# Yoshihiro Kanno
Yoshihiro Kanno (菅野 由弘?, Kanno Yoshihiro; Tokyo, 6 ottobre 1963) è un compositore giapponese.
Si è laureato nel 1980 all'Università delle arti di Tokyo ed è divenuto noto sia come compositore di musica classica sia per la sua colonna sonora realizzata per l'OAV Tenshi no tamago, creato da Mamoru Oshii e Yoshitaka Amano nel 1985.

## Discografia parziale

### Musica classica

#### Orchestrale
- 1995 - A Mythical Implosion

#### Orchestra di mandolini
- 1985 - Pegasus

#### Balletto
- 1987 - Mandala

#### Musica da camera
- 1976 - Quatuor à cordes
- 1979 - Mythes d'Hivers 2 per coro da camera con solista e percussioni
- 1990 - Festival of Stone Mirror II, per ensemble di strumenti tradizionali giapponesi
- 1992 - The Remains of the Light I, piano
- 1995 - Saigyo - Procession of Light
- 1998 - Tsuki no Iso- Phrase of Moon, gagaku

#### Musica elettronica
- 1990 - Tapestry I with Voices of Shomyo
- 1992 - City of Sand in a Labyrinth
- 1993 - Procession of Fire
- 1996 - A Voice, The Pulsar - Ensphere

### Colonne sonore
- 1984 - Tenshi no tamago, di Mamoru Oshii e Yoshitaka Amano
- 1993-1994 - Homuratatsu, serie televisiva